# Ministère des Affaires étrangères (Pérou)
Pour les articles homonymes, voir Ministère des Affaires étrangères.
Le ministère des Affaires étrangères (en espagnol : Ministerio de Relaciones Exteriores) est le département du pouvoir exécutif chargé de l’élaboration et l’application de la politique extérieure de l'État péruvien. Il travaille avec le concours des ambassadeurs et consuls péruviens accrédités auprès des gouvernements des nombreux pays et organisations internationales.
En même temps, le ministère a pour but de coopérer, assister et agir avec les ambassades, consulats ou autres missions diplomatiques étrangères basées à Lima ou dans une autre ville péruvienne, qui soient accréditées auprès de l'État.
Son siège principal est situé à Lima, au palais Torre-Tagle.

## Histoire
Le 3 août 1821, José de San Martín, protecteur du Pérou, créé trois secrétariats d'État, dont un chargé des relations extérieures. La première constitution promulguée le 12 novembre 1823 entérine cette création sous le nom de ministère. Le service diplomatique du Pérou est créé en 1846 sous la présidence de Ramón Castilla.

## Liste des ministres
| Ministre | Ministre                     | Début             | Fin               | Président             |
| Image    | Nom                          | Début             | Fin               | Président             |
| -------- | ---------------------------- | ----------------- | ----------------- | --------------------- |
|          | Francisco Tudela             | 27 mai 1997       | 1er juillet 1997  | Alberto Fujimori      |
|          | Jorge González Izquierdo     | 1er juillet 1997  | 8 juillet 1997    | Alberto Fujimori      |
|          | Francisco Tudela             | 8 juillet 1997    | 17 juillet 1997   | Alberto Fujimori      |
|          | Eduardo Ferrero Costa        | 17 juillet 1997   | 12 octobre 1998   | Alberto Fujimori      |
|          | Fernando de Trazegnies       | 12 octobre 1998   | 22 novembre 2000  | Alberto Fujimori      |
|          | Javier Pérez de Cuéllar      | 22 novembre 2000  | 28 juillet 2001   | Valentín Paniagua     |
|          | Diego García-Sayán           | 28 juillet 2001   | 12 juillet 2002   | Alejandro Toledo      |
|          | Allan Wagner Tizón           | 12 juillet 2002   | 15 décembre 2003  | Alejandro Toledo      |
|          | Manuel Rodríguez Cuadros     | 15 décembre 2003  | 11 août 2005      | Alejandro Toledo      |
|          | Fernando Olivera Vega        | 11 août 2005      | 16 août 2005      | Alejandro Toledo      |
|          | Óscar Maúrtua                | 16 août 2005      | 27 juillet 2006   | Alejandro Toledo      |
|          | José Antonio García Belaúnde | 28 juillet 2006   | 28 juillet 2011   | Alan García           |
|          | Rafael Roncagliolo Orbegoso  | 28 juillet 2011   | 15 mai 2013       | Ollanta Humala        |
|          | Eda Rivas                    | 15 mai 2013       | 23 juin 2014      | Ollanta Humala        |
|          | Gonzalo Gutiérrez Reinel     | 23 juin 2014      | 2 avril 2015      | Ollanta Humala        |
|          | Ana María Sánchez de Ríos    | 2 avril 2015      | 28 juillet 2016   | Ollanta Humala        |
|          | Víctor Luna Mendoza          | 28 juillet 2016   | 9 janvier 2018    | Pedro Pablo Kuczynski |
|          | Cayetana Aljovín             | 9 janvier 2018    | 2 avril 2018      | Pedro Pablo Kuczynski |
|          | Néstor Popolizio             | 2 avril 2018      | 30 septembre 2019 | Martín Vizcarra       |
|          | Gustavo Meza-Cuadra          | 3 octobre 2019    | 15 juillet 2020   | Martín Vizcarra       |
|          | Mario López Chávarri         | 15 juillet 2020   | 10 novembre 2020  | Martín Vizcarra       |
|          | Franca Deza                  | 10 novembre 2020  | 17 novembre 2020  | Manuel Merino         |
|          | Elizabeth Astete             | 18 novembre 2020  | 14 février 2021   | Francisco Sagasti     |
|          | Allan Wagner Tizón           | 15 février 2021   | 28 juillet 2021   | Francisco Sagasti     |
|          | Héctor Béjar                 | 29 juillet 2021   | 17 août 2021      | Pedro Castillo        |
|          | Óscar Maúrtua                | 20 août 2021      | 31 janvier 2022   | Pedro Castillo        |
| sinmarco | César Landa                  | 1er février 2022  | 5 août 2022       | Pedro Castillo        |
| sinmarco | Miguel Rodríguez MacKay      | 5 août 2022       | 9 septembre 2022  | Pedro Castillo        |
| sinmarco | César Landa                  | 13 septembre 2022 | 7 décembre 2022   | Pedro Castillo        |
|          | Ana Gervasi                  | 10 décembre 2022  | 6 novembre 2023   | Dina Boluarte         |
|          | Javier González-Olaechea     | 7 novembre 2023   | 3 septembre 2024  | Dina Boluarte         |
|          | Elmer Schialer Salcedo       | 3 septembre 2024  | en fonction       | Dina Boluarte         |